# Mahmoud Mokhtar Saqr
Mahmoud Mokhtar Saqr (in arabo محمود مختار صقر‎?; 1899) è stato un calciatore egiziano, di ruolo attaccante.

## Carriera

### Nazionale
Con la nazionale egiziana partecipò sia ai Giochi olimpici di Anversa, sia a quelli di Amsterdam.